# Cerodontha setifrons
Cerodontha setifrons este o specie de muște din genul Cerodontha, familia Agromyzidae, descrisă de Friedrich Georg Hendel în anul 1931. Conform Catalogue of Life specia Cerodontha setifrons nu are subspecii cunoscute.